# ألبرت فليتشر
ألبرت فليتشر (بالإنجليزية: Albert Fletcher)‏ (1898 بولفرهامبتن في المملكة المتحدة - ) هو لاعب كرة قدم بريطاني (وحمل سابقاً جنسية المملكة المتحدة لبريطانيا العظمى وأيرلندا) في مركز قلب الدفاع. لعب مع نادي برينتفورد ونورويتش سيتي ووست هام يونايتد.